# Ectropis bacoti-suffusa
Ectropis bacoti-suffusa là một loài bướm đêm trong họ Geometridae.